# Mindanao Musulmán
La región autónoma en Mindanao Musulmán ( en filipino: Rehyong Awtonomo sa Mindanaw Muslim, en árabe: الحكم الذاتي الاقليمي لمسلمي مندناو‎) (RAMM) fue una región de las Filipinas formada por cinco provincias: Basilan, Lánao del Sur, Maguindánao, Joló y Tawi-Tawi. 
Fue la única región filipina que tenía autogobierno. La región fue creada en agosto de 1989. Mediante el decreto no. 36, Basilan se trasladó desde la región IX y Marawi desde la región XII. La sede del gobierno regional estuvo en Cotabato, aunque la ciudad formaba parte de la región XII.

## Provincias
| Provincia     | Capital      | Población (2000) | Área (km²) | Densidad pob. (por km²) |
| ------------- | ------------ | ---------------- | ---------- | ----------------------- |
| Basilán       | Isabela      | 408 520          | 1994,1     | 204,9                   |
| Lanao del Sur | Marahui      | 1 138 544        | 12 051,9   | 94,5                    |
| Maguindanao   | Jerife Aguak | 1 273 715        | 7142       | 178,3                   |
| Sulu          | Joló         | 849 670          | 2135,3     | 397,9                   |
| Tawi-Tawi     | Bongao       | 450 346          | 3426,6     | 131,4                   |

1. ↑  El cuadro excluye Isabela.
2. ↑  Parte de la región de la Península de Zamboanga.
3. ↑  El cuadro excluye Cotabato. Incluye Shariff Kabunsuan.

## Historia
Los musulmanes de Mindanao, también se conocen colectivamente como la nación mora, han luchado para conseguir su autogobierno bajo la ley y la cultura islámica. Este objetivo fue logrado el 1 de agosto de 1989 con la aprobación de la Ley de la República N.º 6.734.

"...Los habitantes de la Región Autónoma en Mindanao Musulmán, implorando la ayuda de Dios Todopoderoso, con el fin de desarrollar una sociedad justa y humana y establecer un Gobierno Regional Autónomo que es realmente un reflejo de sus ideales y aspiraciones en el marco de la Constitución y de la soberanía nacional, así como la integridad territorial de la República de Filipinas, y para asegurar a sí mismos ya su posteridad las bendiciones de la autonomía, la democracia, la paz, la justicia y la igualdad, ordenamos y promulgar esta Ley Orgánica en el Congreso de Filipinas..."
Preamble, Republic Act No. 6734  

La Región Autónoma Musulmana de Mindanao se compuso de las provincias y ciudades cuyo voto fuese favorable en el plebiscito convocado al efecto. Fueron las provincias de Basilan, Cotabato, Dávao del Sur, Lanao del Norte, Lanao del Sur, Maguindanao, Paragua, Cotabato del Sur, Sultan Kudarat, Sulu, Tawi-Tawi, Zamboanga del Norte y Zamboanga del Sur; así como las ciudades de Cotabato, Dapitan, Dipolog, General Santos, Iligan, Marawi, Pagadian, Puerto Princesa y Zamboanga.

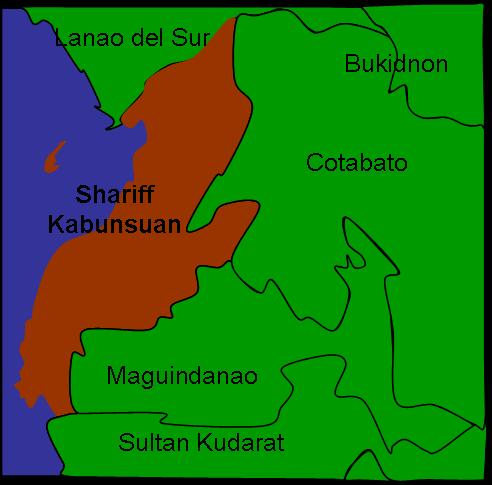
Provincia de Jerife Kabunsuan.

El 28 de agosto de 2006 la Asamblea de esta Región Autónoma (RAMM), dentro de su ámbito competencial que comprende la creación de nuevas provincias decide crear una nueva denominada Provincia de Jerife Kabunsuan, compuesta por los ocho municipios del primer distrito de Maguindanao.
Estos pueblos, que ahora se llaman colectivamente la nación mora, querían dar forma a su propio destino.

## Competencias
La región autónoma en Mindanao Musulmán, parte integral e inseparable del territorio del estado filipino, estará regida y administrada de acuerdo con su Ley Orgánica.
El Gobierno Regional resolverá los posibles conflictos por medios pacíficos, renunciando al empleo de cualquier forma de violencia.
Las ciudades altamente urbanizadas incluidas en la Región Autónoma continuarán rigiéndose por sus estatutos, de modo que esta ley no puede disminuir los poderes y funciones de los que ya disfrutan.